# أولادامولا أوسايومي
أولادامولا بولانلي أوسايومي (بالإنجليزية: Oludamola Bolanle "Damola" Osayomi) هي عداءة مسافات قصيرة نيجيرية ولدت في يوم 26 يونيو 1986 في مدينة إليسا في نيجيريا، أبرز إنجازاتها هو فوزها بالميدالية الفضية في دورة الألعاب الأولمبية الصيفية 2008 في بكين في سباق 4×100 تتابع مع الفريق النيجيري.

## روابط خارجية
- أولادامولا أوسايومي على موقع الاتحاد الدولي لألعاب القوى (الإنجليزية)
- أولادامولا أوسايومي على موقع الدوري الماسي (الإنجليزية)
- أولادامولا أوسايومي على موقع اللجنة الأولمبية الدولية (الإنجليزية)
- أولادامولا أوسايومي على موقع أوليمبيديا (الإنجليزية)
- أولادامولا أوسايومي على موقع اتحاد ألعاب الكومنولث (مؤرشف) (الإنجليزية)